# Alain Baraton
Pour les articles homonymes, voir Baraton.
Alain Baraton, né le 10 septembre 1957 à La Celle-Saint-Cloud, est un jardinier, écrivain, chroniqueur de télévision et de radio français.
Il est le jardinier en chef du domaine national de Trianon et du parc du château de Versailles depuis 1982, ainsi que le responsable du domaine national de Marly-le-Roi depuis 2009. En parallèle, il tient des chroniques à la radio (France Inter depuis 2003) et à la télévision (France 5 depuis 2014). Il a aussi écrit de nombreux livres et articles sur les thèmes du jardinage, des plantes et de Versailles.

## Biographie

### Jeunesse et formation
Alain Baraton est le cinquième d'une famille de sept enfants. Dans sa jeunesse, il voulait parcourir le monde avec un appareil photo. Comme il n'aime pas l'école et que ses résultats scolaires sont catastrophiques, son père, fonctionnaire de l'URSSAF, l'envoie dans un lycée horticole privé, le Centre horticole d'enseignement et de promotion (CHEP) du Tremblay-sur-Mauldre (Yvelines). Après trois années d'étude, il obtient son baccalauréat professionnel mais garde l'envie de la photographie.

### Carrière de jardinier
Pour gagner de l'argent, il obtient en juillet 1976 un emploi saisonnier au domaine de Versailles comme caissier à l'entrée du parc,. Il tombe amoureux du lieu et des vieux arbres et, dès septembre, devient aide-jardinier stagiaire. Il gravit alors tous les échelons jusqu'à devenir jardinier en chef du domaine de Trianon et du parc du château de Versailles en 1982, âgé de seulement 24 ans.
En 1999, il fait interdire l'utilisation d'insecticides dans les jardins du château de Versailles,.
En octobre 2003, il devient membre du Conseil national des parcs et jardins en qualité de représentant du ministre chargé de la Culture, puis de nouveau en janvier 2007 en qualité de personnalité qualifiée, choisie en raison de ses compétences dans le domaine des parcs et jardins.
En avril 2006, il est nommé correspondant national à l'Académie d'agriculture de France.
En 2009, on lui confie la responsabilité du domaine national de Marly-le-Roi,.
Son métier consiste désormais à administrer 50 jardiniers sans toucher à une bêche ou une tondeuse. Malgré ses responsabilités, Alain Baraton se présente toujours comme un jardinier et non un paysagiste, ne considérant pas le terme péjoratif.

### Chroniqueur et écrivain
Depuis 2003, il présente une chronique chaque week-end (le samedi et le dimanche matin) sur France Inter : Jardin puis La main verte. L'émission devient Jardin d'été lors de la grille d'été,.
Depuis septembre 2014, il tient une chronique hebdomadaire dans l'émission La Quotidienne sur France 5.
Parallèlement à ses activités radiophoniques, il écrit de nombreux articles pour la presse horticole ainsi que plusieurs livres sur les thèmes du jardinage, des plantes et/ou de Versailles.

## Publications
- Le Monde des écorces (photogr. Christophe Madamour), Rodez, Éd. du Rouergue, coll. « Jean-Pierre Coffe présente », 2003 (ISBN 2-84156-431-2, BNF 38999982)
- Le Monde des arbres d'ornement (photogr. Christophe Madamour), Rodez, Éd. du Rouergue, coll. « Jean-Pierre Coffe présente », 2005 (ISBN 2-84156-642-0, BNF 39979516)
- Sagesse paysanne : 366 proverbes et dictons au rythme des saisons (photogr. Pierre Collombert), Romagnat, De Borée, 2005 (ISBN 2-84494-353-5, BNF 40058850)
- Le Jardinier de Versailles, Paris, Grasset, 2006 (ISBN 2-246-68271-1, BNF 40157250)
- L'Homme à la main verte : mes chroniques à France Inter (Avec Snezana Gerbault), Rodez, Éd. du Rouergue, 2006 (ISBN 2-84156-733-8, BNF 40182040)
- 1000 questions, 1000 réponses, Rodez, Éd. du Rouergue, 2006 (ISBN 2-84156-796-6, BNF 40952531)
- La Véritable Histoire des jardins de Versailles (Avec Jean-Pierre Coffe), Paris, Plon, 2007 (ISBN 978-2-259-19785-4, BNF 41076269)
- Le Jardin de Versailles vu par Alain Baraton, Paris, Hugo image, 2007 (ISBN 978-2-7556-0179-4, BNF 41163930)
- Savoir tout faire du bon jardinier (photogr. Vincent Motte), Paris, Flammarion, coll. « Savoir tout faire », 2008 (ISBN 978-2-7066-0024-1, BNF 41236512)
- L'Amour à Versailles (Avec Laure de Chantal), Paris, B. Grasset, 2009 (ISBN 978-2-246-72151-2, BNF 41478615)
- Les Parterres de Le Nôtre, Paris, N. Chaudun et la Fondation pour le domaine de Chantilly, coll. « Trésors de Chantilly » (no 4), 2009 (ISBN 978-2-35039-071-0, BNF 42054012)
- Je plante, donc je suis : chroniques bucoliques, Paris, Grasset, 2010 (ISBN 978-2-246-76641-4, BNF 42191480)
- Promenade dans les jardins de Versailles (préf. Béatrix Saule), Versailles, Artlys, 2010 (ISBN 978-2-85495-397-8, BNF 42224793)
- Le Jardin secret des stars (photogr. Sandrine Roudeix), Paris, Flammarion, 2010 (ISBN 978-2-7066-0041-8, BNF 42311860)
- Vice et Versailles : Crimes, trahisons et autres empoisonnements au palais du Roi-Soleil (avec Laure de Chantal), Paris, B. Grasset, 2011 (ISBN 978-2-246-76651-3, BNF 42526151)
- Dictionnaire amoureux des jardins (ill. Alain Bouldouyre), Paris, Plon, 2012 (ISBN 978-2-259-20856-7, BNF 42768609)
- La haine de l'arbre n'est pas une fatalité, Arles, Actes Sud, 2013 (ISBN 978-2-330-02385-0, BNF 43695018)
- L'Amour au jardin (Avec Laure de Chantal), Paris, B. Grasset, 2014 (ISBN 978-2-246-76631-5, BNF 43815927)
- Mes trucs et astuces de jardinier (ill. Domi Fenice), Paris, Flammarion, 2014 (ISBN 978-2-7066-0091-3, BNF 44304405)
- Petit dictionnaire amoureux des jardins (ill. Alain Bouldouyre), Paris, Pocket, 2015 (ISBN 978-2-266-25955-2, BNF 44351614)
- Le Camélia de ma mère, Paris, Grasset, 2017 (ISBN 978-2-246-85881-2, BNF 45257229)
- Mes Jardins de Paris, Paris, Grasset, 2020 (ISBN 978-2-246-85879-9)
- Dictionnaire amoureux des arbres, Paris, Plon, 2021, 448 p. (ISBN 978-2259306652, lire en ligne)
- Une Fleur au cœur d'or  Préface Ed. Presses de la Cité 2023  Roman historique de Gilles Laporte

## Décorations et distinction

### Décorations
- Chevalier de la Légion d'honneur sur proposition du ministère de la Culture (janvier 2014)[14]
- Commandeur de l'ordre du Mérite agricole (janvier 2022)[15]
- Commandeur de l'ordre des Arts et des Lettres (2023)[16] ; officier en 2011[17]

### Distinction
- Son nom figure dans le Who's Who 2014.